# Дьяченко, Фёдор Трофимович
Фёдор Трофимович Дьяченко (1917—1995) — майор Советской Армии, участник Великой Отечественной войны, Герой Советского Союза (1944), выдающийся снайпер.

## Биография
Родился 3 (по новому стилю — 16) июня 1917 года в селе Бетяги (ныне — Великие Крынки Глобинского района Полтавской области Украины) в крестьянской семье. В 1934 году окончил девять классов школы, после чего работал в колхозе, позднее штукатуром на стройках на Кавказе и в Норильске.
В 1942 году был призван на службу в Рабоче-крестьянскую Красную Армию. С того же года — на фронтах Великой Отечественной войны. Принимал участие в боях на Ленинградском фронте.
По собственным воспоминаниям Фёдора Дьяченко, снайпером он решил стать летом 1942 года, прочитав во фронтовой газете об успехах снайперов Ленинградского фронта. Прошёл обучение в армейской школе снайперов 55-й армии, после окончания которой назначен снайпером 187-го стрелкового полка 72-й стрелковой дивизии 42-й армии.
К февралю 1944 года снайперским огнём уничтожил 425 солдат и офицеров противника, в том числе нескольких снайперов противника.
Указом Президиума Верховного Совета СССР «О присвоении звания Героя Советского Союза офицерскому, сержантскому и рядовому составу Красной Армии» от 21 февраля 1944 года за «образцовое выполнение боевых заданий командования на фронте борьбы с немецкими захватчиками и проявленные при этом отвагу и геройство» был удостоен высокого звания Героя Советского Союза с вручением ордена Ленина и медали «Золотая Звезда» за номером 893.
После окончания войны продолжил службу в Советской Армии. В 1946 году окончил военно-политические курсы, в 1949 году — Военно-политическое училище. В 1962 году в звании майора он был уволен в запас. Проживал в Санкт-Петербурге, работал старшим инженером на Кировском заводе.
Скончался 8 августа 1995 года, похоронен на Ковалёвском кладбище Санкт-Петербурга.
Был также награждён орденами Отечественной войны 1-й степени и Красной Звезды, крестом «За выдающиеся заслуги» (США), рядом медалей.